# Séisme de 2019 au Panama
Le séisme de 2019 au Panama est un mouvement sismique qui s'est produit à 23 h 23 heure locale (5 h 23 UTC) le 26 juin 2019,.

## Déroulement et conséquences
L'épicentre du tremblement de terre était situé à environ 5 km de Santa Cruz (es) et à 11 km à l'est de Puerto Armuelles, au Panama, et à une profondeur de 37 km. Plusieurs répliques ont eu lieu, dont certaines d’une magnitude de 4,2 et 4,3.
À San José, la capitale du Costa Rica, le séisme a été fortement ressenti.
Cinq personnes ont été blessées par le séisme, deux maisons se sont effondrées, deux autres ont été endommagées et une quinzaine de logements ont été endommagés.